# Langenscheidt

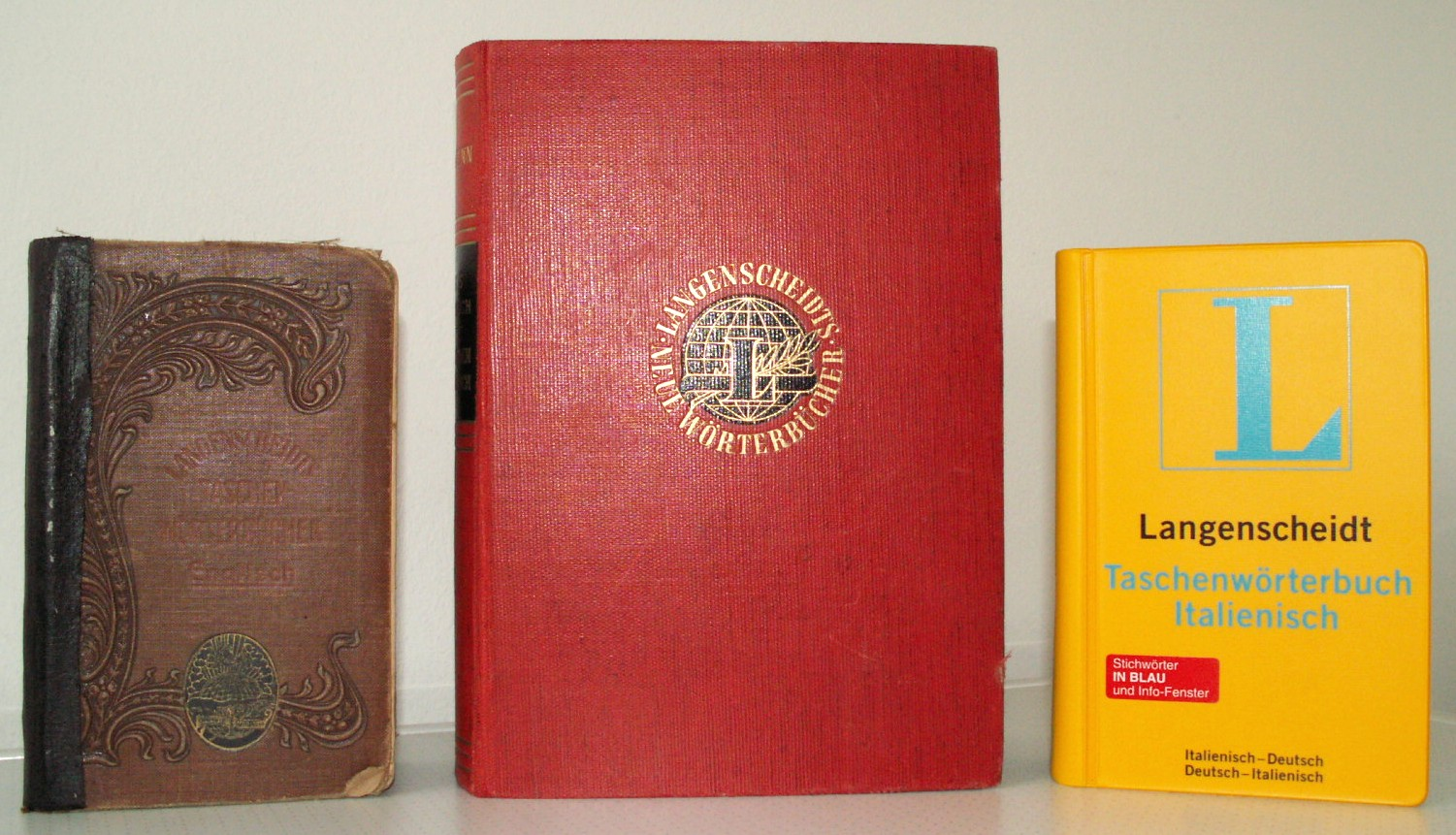
Alguns llibres de Langenscheidt

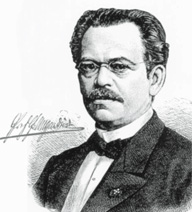
Gustav Langenscheidt

Langenscheidt (en alemany també: Langenscheidt Verlagsgruppe) és un grup editorial alemany especialitzat en llengües i diccionaris. L'activitat editorial de Langenscheidt es va iniciar el 1856 a Berlín, per Gustav Langenscheidt. La societat es va especialitzar aviat en la publicació de diccionaris bilingües i llibres per aprendre idiomes. La seva activitat va créixer amb l'adquisició d'altres editorials i avui el grup Langenscheidt és un dels més grans al món en relació amb la literatura per a l'aprenentatge d'idiomes, guies de viatge i cartografia. Als anys setanta del segle passat la seu del grup es va traslladar de Berlín a Múnic. El 1988 va adquirir el Bibliographisches Institut & F. A. Brockhaus, editor de la famosa enciclopèdia Brockhaus. El grup controla avui 25 editorials que operen en 11 països. El 1911 edità el Diccionari portàtil de les llengües catalana i alemanya, d'Eberhard Vogel.